# Bartolomeo Genga
Bartolomeo Genga (né en 1518 à Cesena en Émilie-Romagne - mort en 1558 à Malte) est un architecte italien, le fils de Girolamo Genga.

## Biographie
Né à Cesena, où son père Girolamo Genga a suivi le duc d'Urbino Francesco Maria della Rovere en exil, il entame des études de grammaire, avec des résultats modestes. À l'âge de 18 ans, son père ayant constaté son inclination pour le dessin, le garde auprès de lui pendant deux ans, puis l'envoie étudier à Florence, où il côtoie le peintre et architecte Giorgio Vasari et le sculpteur Bartolomeo Ammannati, dont il tire ses connaissances de base artistiques.
Après trois ans, il revint auprès de son père, qui est retourné à Pesaro en suivant le duc rentré de l'exil et était, à l'époque, engagé dans la construction de l'église San Giovanni Battista (it) à Pesaro. Celui-ci, en se rendant compte des capacités de son fils en architecture, lui enseigne pendant quelques mois les principes de la perspective, et l’envoie à Rome pour étudier les importantes œuvres à l'époque en construction dans cette ville, où Bartolomeo Genga resta environ quatre ans.
Retourné à Urbino, il se met au service du duc Guidobaldo II della Rovere, successeur de Francesco Maria, et épaule son père dans son activité de responsable des œuvres des bâtiments du duché et des palais de cour, et il est chargé de soigner les décorations pour le mariage du duc avec Victoria Farnese.
Suivant le duc en Lombardie et en Vénétie nommé général de la Seigneurie de Venise, il est mandaté pour en étudier et revoir les fortifications, comme la porte San Felice à Vérone.
Peu de temps après, il revient à Urbino où son père meurt et Bartolomeo le remplace dans son rôle de responsable des constructions pour tout le duché. Il se consacre surtout à la conclusion de la construction de l'église San Giovanni Battista, en suivant les projets paternels. Entretemps, il s'occupe de la construction des nouveaux appartements privés du duc dans le palais de Pesaro ce qui entraînera des travaux analogues au palais ducal d'Urbino.
Au cours des années, l'œuvre de Bartolomeo Genga est demandée par diverses autres cours, mais jamais le duc ne consentit à s'en séparer, même temporairement ; par exemple, à l'époque où il était en Lombardie, de roi de Bohème, qui rentrait d'Espagne en passant pour l'Italie, en ayant vu les fortifications de Vérone, le demanda à Guidobaldo II pour qu'il revoie les fortifications dans ses terres ; comme pour les Génois qui le demandèrent, mais sans résultat.
Entretemps, Bartolomeo Genga a poursuivi et presque complété l'église San Giovanni Battista à Pesaro, a projeté et a construit un modèle pour un port dans la même ville (qui toutefois ne fut jamais réalisé), a projeté l'église de Montelabbate et celle de San Pietro (en) à Mondavio.
Après l'accession du pape Jules III, qui a nommé le duc d'Urbino Capitano Generale della Santa Chiesa, Bartolomeo le suit à Rome et projette quelques fortifications pour le compte du pape.
Enfin, sur sollicitation du grand maître Jean de Valette de l'ordre de Saint-Jean de Jérusalem, le duc d'Urbino concède après deux mois de sollicitations, que Bartolomeo Genga aille à Malte, où les Hospitaliers avaient l'intention de construire d'imposantes fortifications pour se défendre des Turcs, mais aussi pour construire deux nouvelles villes réunissant les habitants de nombreux petits villages épars dans l'île.
Il part pour Malte le 20 janvier 1558, mais n'y arrive que le 11 mars, à cause d'un arrêt forcé en Sicile dû à la rudesse des conditions de la mer.
Il commence à exécuter les commandes du Gran Maestro, en établissant les plans d'une bonne partie des fortifications, d'une des villes, de quelques églises et même d'un nouveau palais destiné à résidence du même Gran Maestro. Ici, il est réalise plusieurs modifications à la façade de l'Auberge française.
Tout n'est pas réalisé parce qu'il tombe gravement malade de pneumonie, il meurt 17 jours plus tard et est enterré à Malte.

## Référencement

### Sources
- (it) Cet article est partiellement ou en totalité issu de l’article de Wikipédia en italien intitulé « Bartolomeo Genga » (voir la liste des auteurs).